# Deven Mitchell
Pour les articles homonymes, voir Mitchell.
Deven Anthony Mitchell, né le 22 octobre 1984 à Saint-Louis au Missouri, est un joueur américain de basket-ball.